# Россошкинское сельское поселение
Россошкинское сельское поселение — муниципальное образование в Репьёвском районе Воронежской области.
Административный центр — село Россошки.

## Административное деление
В состав поселения входит 1 населённый пункт:
- село Россошки.

## Население
| 2010 | 2012 | 2013 | 2014 | 2015 | 2016 | 2017 |
| ---- | ---- | ---- | ---- | ---- | ---- | ---- |
| 540  | ↘524 | ↘512 | ↘491 | ↘477 | ↘475 | ↘463 |
| 2018 |      |      |      |      |      |      |
| ↘449 |      |      |      |      |      |      |